# Glenochrysa guangzhouensis
Glenochrysa guangzhouensis är en insektsart som beskrevs av X.-k. Yang och C.-k. Yang 1991. Glenochrysa guangzhouensis ingår i släktet Glenochrysa och familjen guldögonsländor. Inga underarter finns listade i Catalogue of Life.